# Karl Decker
Karl Decker (Vienna, 5 settembre 1921 – Vienna, 7 settembre 2005) è stato un calciatore e allenatore di calcio austriaco, di ruolo attaccante.

## Carriera
Vinse per tre voltre la Bundesliga austriaca con il First Vienna (1942, 1943, 1944) e per una volta la Coppa d'Austria con la stessa squadra (1943). Nel 1944 e nel 1950 fu capocannoniere del campionato.

## Palmarès

### Giocatore

#### Competizioni nazionali
- Campionato austriaco: 3

First Vienna: 1941-1942, 1942-1943, 1943-1944
- Coppa di Germania: 1

First Vienna: 1943
- Befreiungs-Pokal: 1

First Vienna: 1946
- Alpenpokal: 1

First Vienna: 1941

### Allenatore

#### Competizioni nazionali
- Coppa d'Austria: 1

Rapid Vienna: 1968-1969